# Akashita
Akashita (赤舌 (Xích Thiệt) "lưỡi đỏ") hoặc Akakuchi (赤口 (Xích Khẩu) "miệng đỏ") là một yōkai Nhật Bản trong Buson yōkai emaki (Tập tranh yêu quái) xuất hiện vào thời kỳ Edo, tại nhiều địa phương khác nhau. Chúng được miêu tả là một con quái vật với bàn tay có móng vuốt và khuôn mặt rất tóc phủ đầy mây đen, nhưng không rõ diện mạo toàn thân của nó. Trong miệng mở ra là một cái lưỡi lớn.

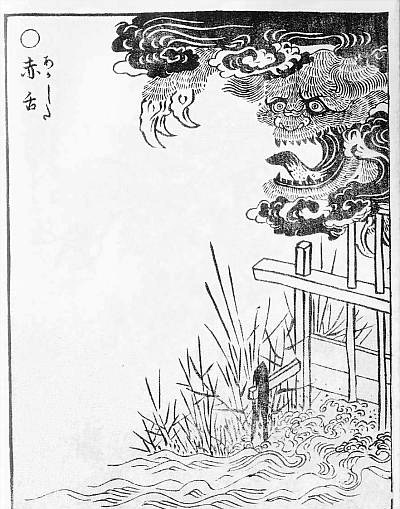
"Akashita" (赤舌) từ Gazu Hyakki Yagyō bởi Toriyama Sekien

Nó được vẽ như một con thú với bàn tay có móng vuốt và khuôn mặt đầy lông, với phần lớn cơ thể của nó ẩn trong một đám mây đen trên một cửa sông. Nó được đặc trưng bởi miệng mở và lưỡi lớn. Sekien không đính kèm một ghi chú giải thích về yêu quái (Yōkai) này, nhưng nguồn gốc của nó có thể được xác định là Akaguchi xuất hiện trong các cuộn giấy yêu thích thời kỳ Edo cũ như Bakemono no e (là một cuốn sổ tay Nhật Bản thời Edo). Yêu quái này được biết đến với nhau là Akaguchi và Akashita.

## Akaguchi

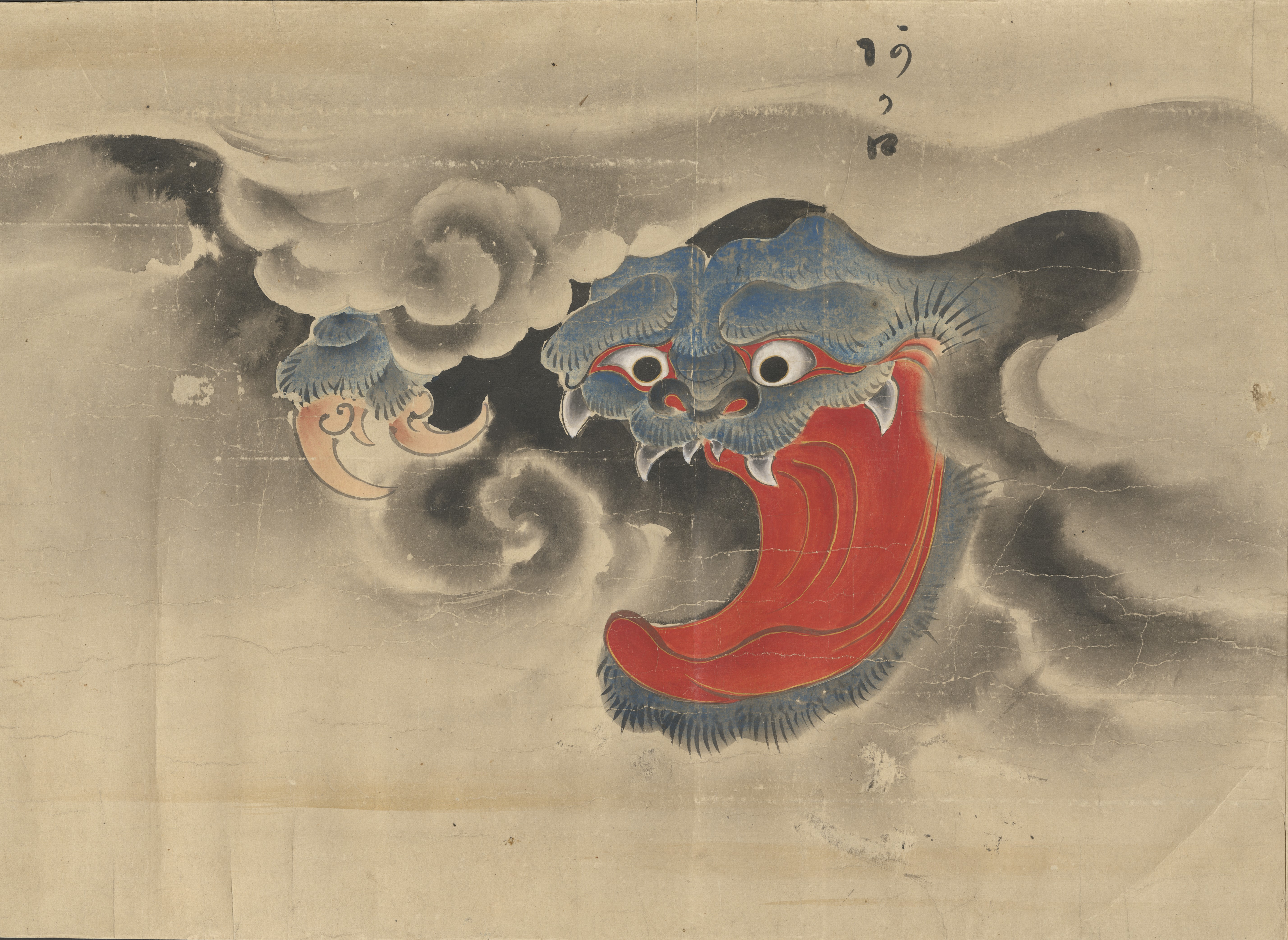
Akaguchi (Akashita), bakemono no e, Đại học Brigham Young

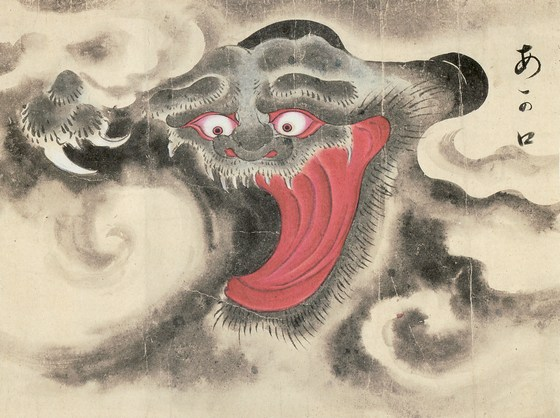
"Akaguchi" (あか口) từ Hyakkai Zukan bởi Sawaki Suushi

Trong Thời kỳ Edo yoshi yêu emaki Hyakkai Zukan (Sawaki Suushi, 1737), Bakemonozukushi (tác giả và năm chưa biết, do Kagaya Rei nắm giữ), Bakemono Emaki (tác giả và năm chưa biết, tại Bảo tàng thành phố Kawasaki), có một yêu quái  được gọi là "akaguchi" (赤口 hay あか口) dường như được mô phỏng theo "akashita" được vẽ bởi Sekien.  Chúng có cái miệng đỏ mở rộng (bao gồm cả lưỡi), bàn tay có móng vuốt, khuôn mặt đầy lông, đó là những điểm tương đồng với con thú được miêu tả là phủ đầy những đám mây đen trong Jikkai Sugoroku và "akashita" của Sekien. Họ không mô tả một cống.
Theo Thời kỳ Edo viết Kiyū Shōran (嬉遊笑覧), có thể thấy rằng một trong những yêu quái mà nó ghi chú được miêu tả trong Bakemono E (化物絵) được vẽ bởi Kōhōgen Motonobu là một trong những tên của "akaguchi".
Liên quan đến "akaguchi", Katsumi Tada ủng hộ ý tưởng rằng họ đến từ shakkō/shakku (赤口) của rokuyō (六曜, một hệ thống của những ngày may mắn và không may mắn).

## Triển lãm trong thời kỳ Shōwa
Trong văn học bắt đầu từ Shōwa, một số giải thích về akashita đã xuất hiện trong các ấn phẩm, nhưng ngoài vẻ bề ngoài, tất cả chúng đều không liên quan đến một trong emakimono và Sekien. Sau đây là một bản tóm tắt sơ bộ về những điều này.